# 背板海星属
背板海星属（学名：Astrolirus）是生活在太平洋深海地带的一类海星，属项链海星目项链海星科。本属仅有巴拿马背板海星（Astrolirus panamensis）和“派大星”背板海星（Astrolirus patricki）两种。

## 下属物种
本属包括以下物种：
- 巴拿马背板海星 Astrolirus panamensis (Ludwig, 1905)
- “派大星”背板海星 Astrolirus patricki Zhang, Zhou, Xiao & Wang, 2020